# 橫須賀中央站

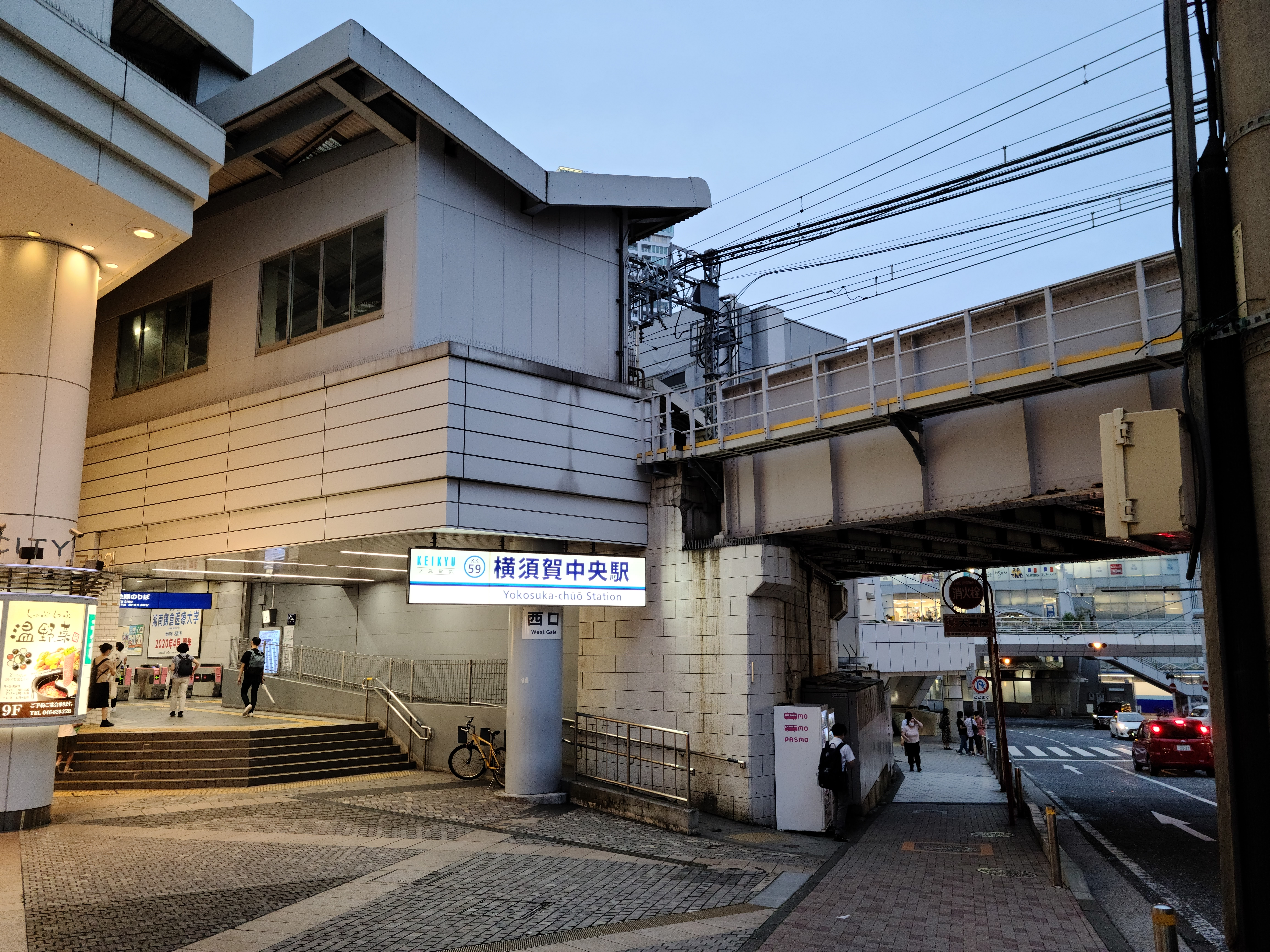
西口（2020年7月）

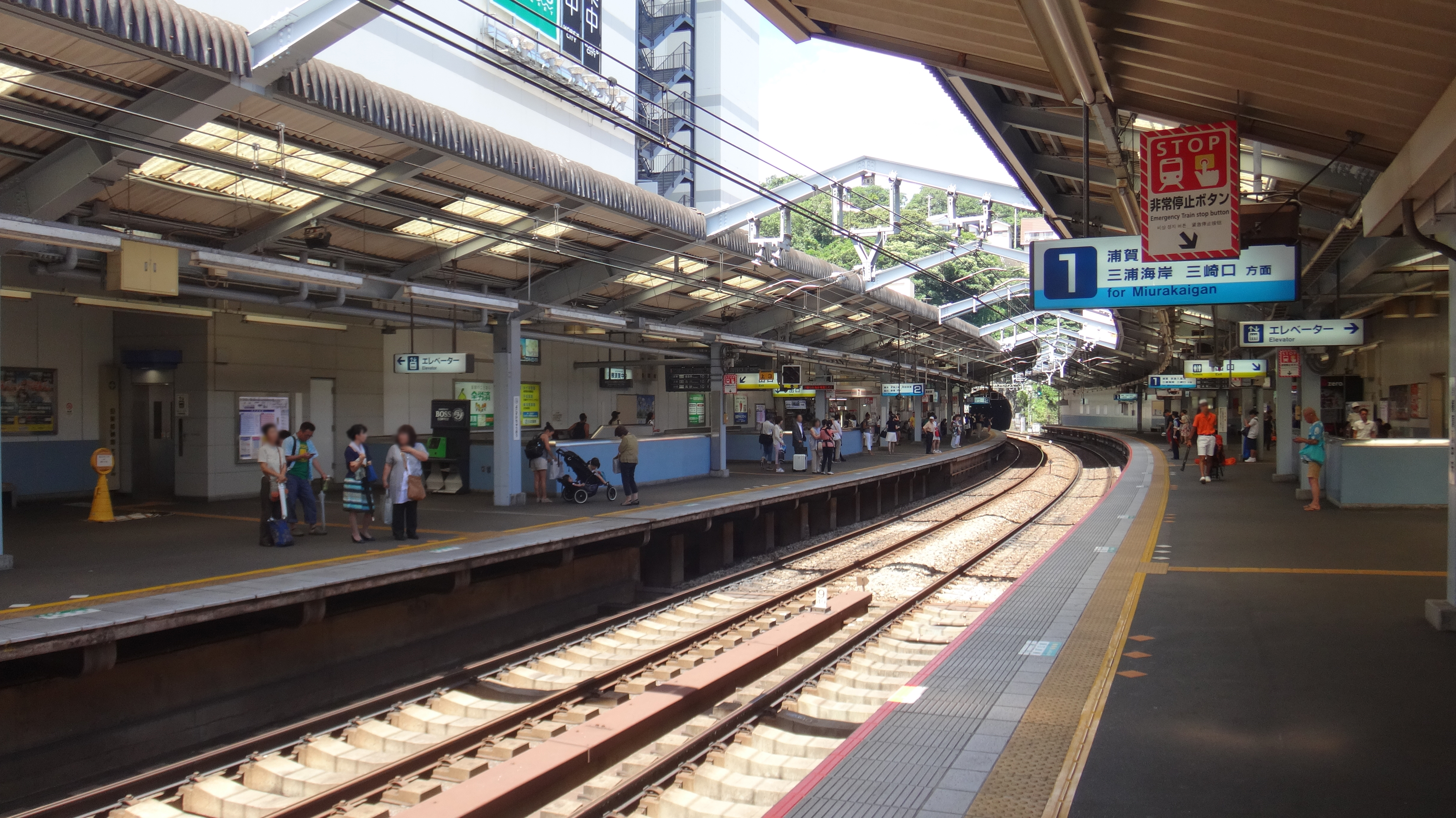
月台（2015年7月）

橫須賀中央站（日语：／ Yokosuka-chūō eki */?）位於日本神奈川縣橫須賀市若松町二丁目，是屬於京濱急行電鐵本線的鐵路車站。京急的關係者與橫須賀市民之間稱作「中央」。車站編號是KK59。

## 年表
- 1930年（昭和5年）4月1日 - 車站啟用。
- 1941年（昭和16年）11月1日 - 湘南電氣鐵道與京濱電氣鐵道合併，本站成為京濱電氣鐵道車站。
- 1942年（昭和17年）5月1日 - 京濱電氣鐵道與東京橫濱電鐵合併。本站成為東京急行電鐵（大東急）車站。
- 1948年（昭和23年）6月1日 - 京濱急行電鐵成立，本站成為京濱急行電鐵車站。
- 2008年（平成20年）12月18日 - 導入進站音樂。
- 2019年（令和元年）7月8日至9月16日 - 京急成立120周年及知名動漫作品《航海王》連載20周年，做為慶祝活動的一環，將站名牌加上副站名「橫 奪寶爭霸戰 中央車站」（横スタンピード中央駅），並繪有航海王角色。[2]

## 車站結構
月台位於築堤上，為側式月台2面2線配置。剪票口分為面對行人空中地盤的東口與位於地面鄰近橫須賀MORE'S CITY（横須賀モアーズシティ）的西口。
月台位於兩隧道之間的彎道上。下行月台配有站員看守。由於未設關門信號燈，6輛、8輛編組列車發車時，站員會使用無線麥克風進行關門確認。4輛編組列車則由車掌使用無線麥克風進行關門確認，站員僅做安全確認。本站雖是快特停車站，但與普通電車停靠站使用一樣的簡易廣播，分別由1號線的關根正明、2號線的大原沙耶香配音。本站也沒有出發信號機與發車鈴。
各月台有電梯與電扶梯通往大廳。

### 月台配置
| 月台 | 路線 | 方向 | 目的地                                 |
| ---- | ---- | ---- | -------------------------------------- |
| 1    | 本線 | 下行 | 京急久里濱、浦賀、三浦海岸、三崎口方向 |
| 2    | 本線 | 上行 | 橫濱、羽田機場、品川、新橋方向         |

### 進站音樂
2008年12月18日起，本站使用以橫須賀為主題的山口百惠樂曲「橫須賀的故事」（横須賀ストーリー）作為進站音樂。

### 站內商店
- 由京急Station Commers（日语：京急ステーションコマース）營運。
  - 7-Eleven（東口剪票口前、2號線月台中央）
  - 立食蕎麥麵店「えきめんや」（剪票口外）

## 使用情況
2016年度1日平均上下車人次為67,676人。京急線全部72個車站當中排行第7位，也是橫須賀市內最多人上下車的車站。
近年1日平均上下車人次與上車人次的推移如下表。
| 年度               | 1日平均 上下車人次 | 1日平均 上車人次 | 來源     |
| ------------------ | ------------------ | ---------------- | -------- |
| 1995年（平成07年） |                    | 35,578           | [ * 1 ]  |
| 1998年（平成10年） |                    | 34,390           | [ * 2 ]  |
| 1999年（平成11年） |                    | 34,955           | [ * 3 ]  |
| 2000年（平成12年） |                    | 35,739           | [ * 3 ]  |
| 2001年（平成13年） |                    | 35,778           | [ * 4 ]  |
| 2002年（平成14年） | 70,133             | 35,389           | [ * 5 ]  |
| 2003年（平成15年） | 71,347             | 35,786           | [ * 6 ]  |
| 2004年（平成16年） | 70,202             | 35,187           | [ * 7 ]  |
| 2005年（平成17年） | 70,776             | 35,486           | [ * 8 ]  |
| 2006年（平成18年） | 70,710             | 35,390           | [ * 9 ]  |
| 2007年（平成19年） | 70,657             | 35,154           | [ * 10 ] |
| 2008年（平成20年） | 70,445             | 34,974           | [ * 11 ] |
| 2009年（平成21年） | 69,729             | 34,628           | [ * 12 ] |
| 2010年（平成22年） | 68,232             | 33,855           | [ * 13 ] |
| 2011年（平成23年） | 67,053             | 33,233           | [ * 14 ] |
| 2012年（平成24年） | 67,175             | 33,363           | [ * 15 ] |
| 2013年（平成25年） | 66,082             | 32,827           | [ * 16 ] |
| 2014年（平成26年） | 66,063             | 32,807           | [ * 17 ] |
| 2015年（平成27年） | 67,278             | 33,361           | [ * 18 ] |
| 2016年（平成28年） | 67,676             |                  |          |

## 車站周邊

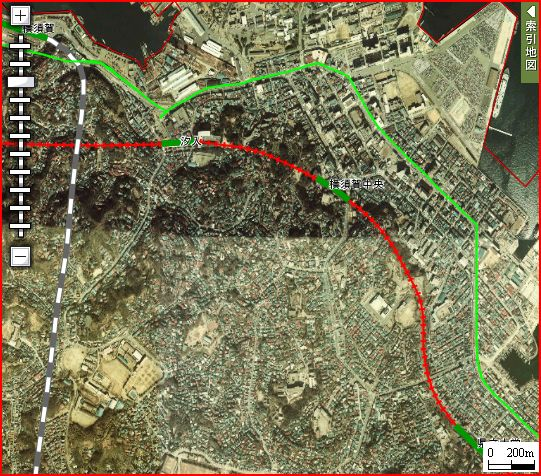
車站與週邊的空拍圖
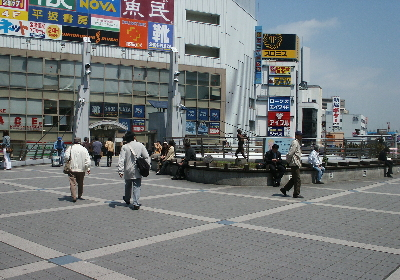
東口行人空中地盤（2005年4月）
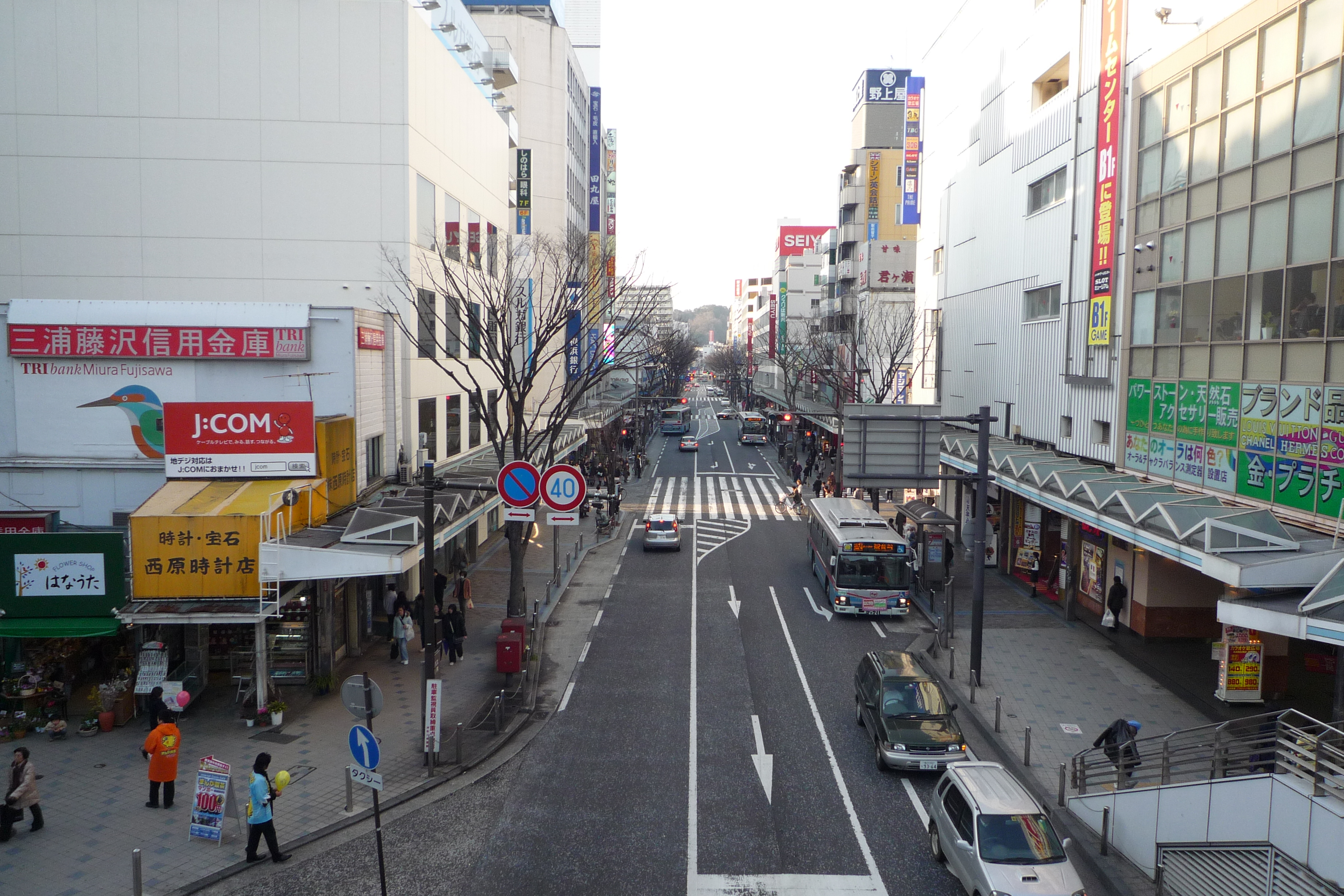
白天Y Deck往大瀧町方向遠眺（2010年2月24日）
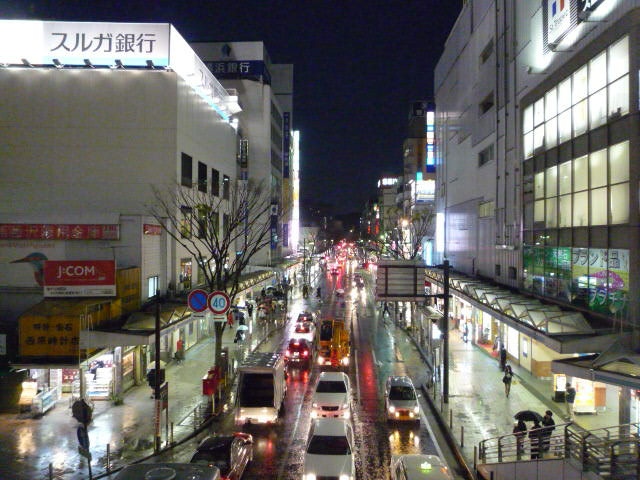
夜晚Y Deck往大瀧町方向遠眺（2010年4月27日）
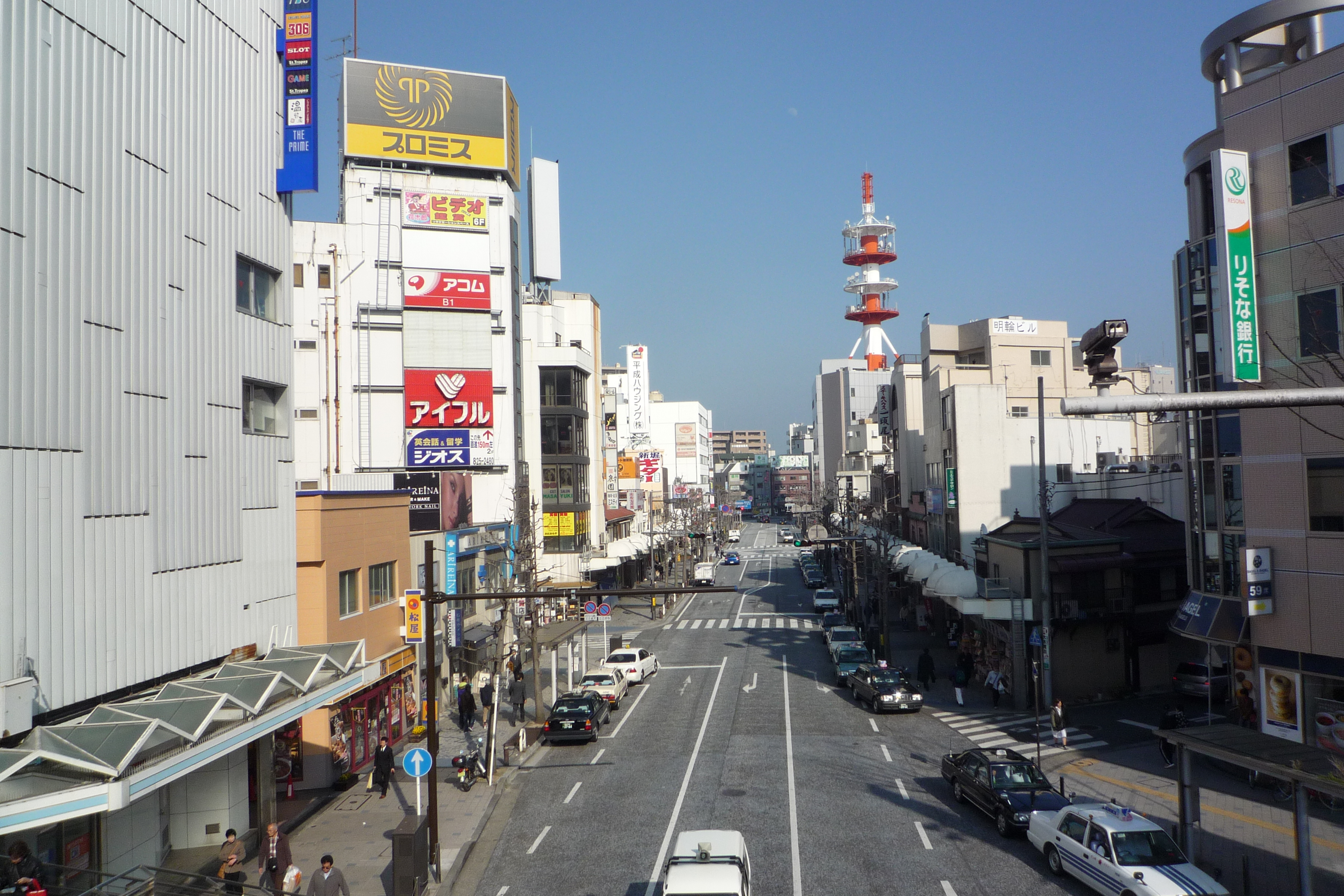
Y Deck往米濱通方向遠眺（2010年4月17日）
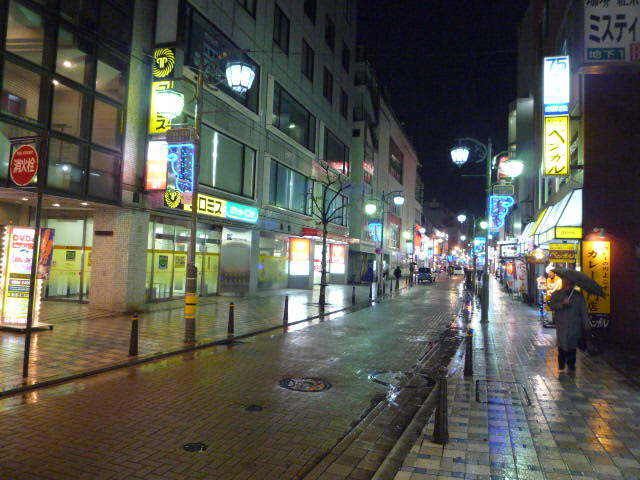
千日通（2010年4月27日）
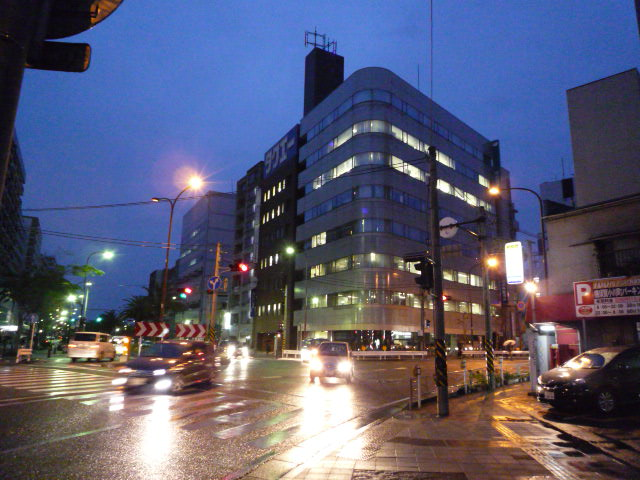
小川町的小型辦公商區（2010年4月27日）
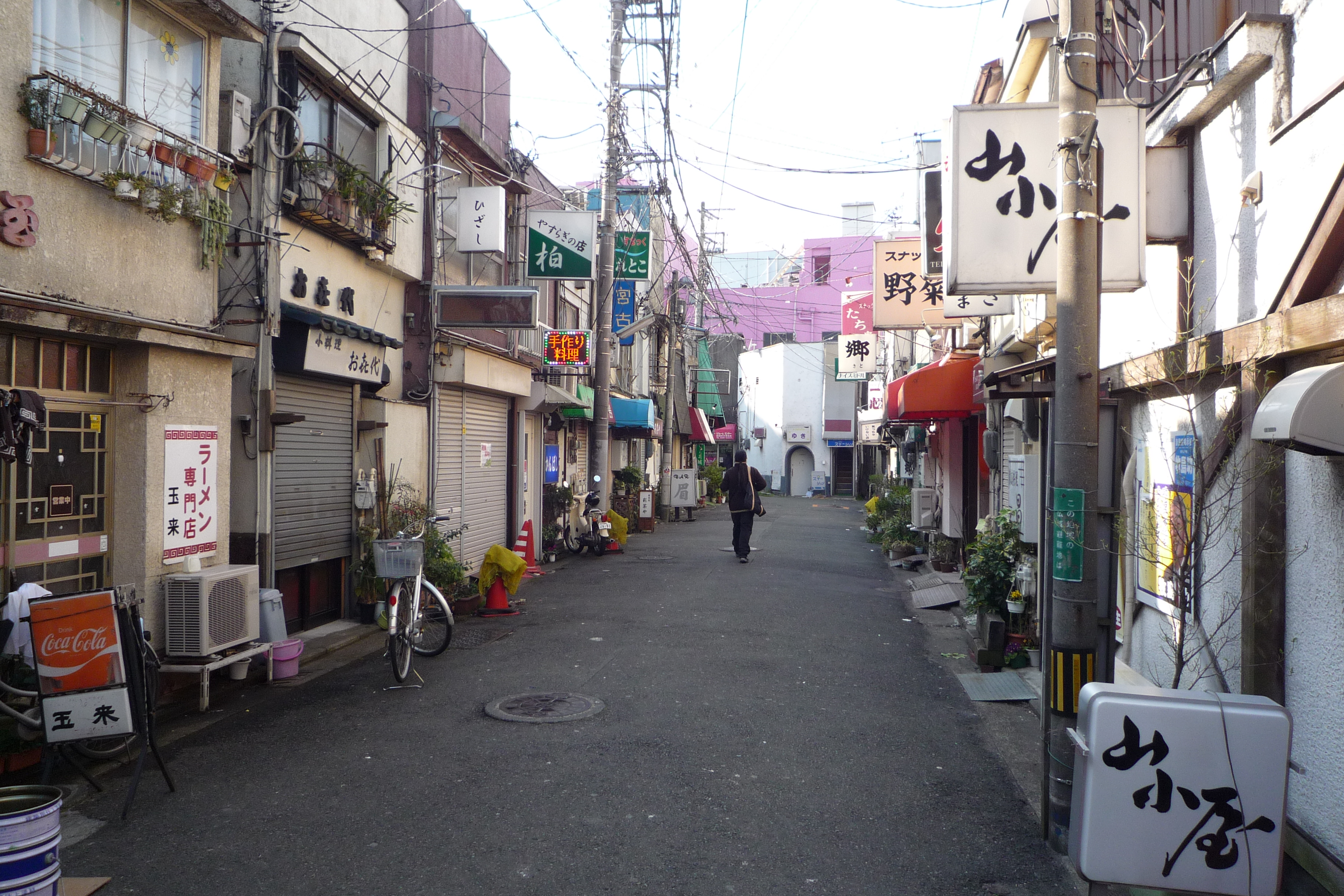
米濱通的歡樂街（2010年2月24日）

車站所在的橫須賀市是三浦半島地區長久以來的商業、行政中心，車站周邊（特別是下町地域）多以地域名「中央」或「橫須賀中央」稱呼。
車站東北側是以填海地為中的平地商業區，西南側高地的三崎街道周邊有上町銀座、中里、池之端等古老商店街與住宅區、公園。
橫須賀中央最初是以大日本帝國海軍横須賀鎮守府的門前町發展而來。戰後橫須賀市隨著京濱地區的急速發展而大幅改變其樣貌，但市內仍有自衛隊與駐日美軍基地與相關設施，保有軍都的一面。橫須賀市也以海軍咖哩做為地方振興的一環進行宣傳，因此市內有許多著名咖哩店。
三崎街道的橫須賀中央站前至國道16號路口被稱為「中央大通」，其周邊若松町、大瀧町一帶有市內唯一的百貨店雜賀屋以及各種零售店。
橫須賀中央站與汐入站之間的溝板通，因靠近美軍基地通用門，因此受到美式文化的影響，展現出獨特的氛圍。
國道16號通過的小川町與日之出町一帶聚集許多行政設施與銀行、各企業事務所，也有公寓等集合住宅與小中學校。北側的稻岡町是學校聚集的文教地區。另外車站西側的米濱地區則有昭和風餐廳聚集的歡樂街。
2000年代起，站前開始進行再開發計畫。2016年西友橫須賀店舊址改建的38層公寓商業複合設施誕生（The Tower橫須賀中央）。
以『橫須賀』命名的車站還有JR橫須賀線橫須賀站，從本站步行前往需約20分鐘左右，若從汐入站或逸見站步行前往則需約7、8分鐘左右。但兩站都非橫須賀線轉乘站。

### 行政
- 橫濱地方法務局橫須賀支局
- 橫須賀市役所
- 神奈川縣橫須賀合同廳舍
- 神奈川縣橫須賀警察署（日语：横須賀警察署）
- 橫須賀市消防局（日语：横須賀市消防局）

### 學校、醫院
- 神奈川齒科大學
- 神奈川齒科大學短期大學部
- 神奈川衛生學園專門學校
- 橫須賀法律行政專門學校
- 橫須賀學院小學校、中學校、高等學校（日语：横須賀学院小学校・中学校・高等学校）
- 橫須賀市立常葉中學校（日语：横須賀市立常葉中学校）
- 橫須賀市立諏訪小學校（日语：横須賀市立諏訪小学校）
- 橫須賀共濟醫院（日语：横須賀共済病院）
- 聖若瑟醫院（聖ヨゼフ病院）
- 横須賀市立上町（うわまち）醫院
- 湘南芽吹高等學院

### 觀光、商業、文化設施
- 三笠公園（日语：三笠公園） - 旁邊的三笠棧橋有猿島連絡船。
- 中央公園
- 市役所前公園
- 溝板通（日语：どぶ板通り）
- 三笠大樓商店街（日语：三笠ビル商店街）
- 米濱通
- 本町通
- 千日通
- 大瀧通
- 若松通
- 米濱歡樂街
- 橫須賀MORE'S CITY（横須賀モアーズシティ）
- 雜賀屋（日语：さいか屋）橫須賀店
- 橫須賀PRIME（横須賀プライム）
- LIDRE（リドレ）橫須賀
- PICASSO橫須賀中央店
- 橫須賀港市場（よこすかポートマーケット）
- The Tower橫須賀中央（2016年完成的地上38層公寓。下層為商業設施。
- 小松（日语：海軍料亭小松） - 1885年（明治18年）創業的料亭。戰前有許多著名海軍軍人到訪而聞名。2016年幾乎燒毀。
- 橫須賀市自然人文博物館（日语：横須賀市自然・人文博物館）
- 橫須賀市文化會館
- 橫須賀市立中央圖書館（日语：横須賀市立図書館）
- 橫須賀市兒童圖書館

### 郵局、金融機關
- 橫須賀郵便局（日语：横須賀郵便局）
  - 郵貯銀行橫須賀店
- 橫須賀米濱通郵便局
- 橫須賀上町北郵便局
- 橫須賀安浦郵便局
- 瑞穗銀行橫須賀支店
- 三菱東京UFJ銀行橫須賀支店
- 里索那銀行橫須賀支店
- 橫濱銀行橫須賀支店
- 駿河銀行（日语：スルガ銀行）橫須賀支店
- 三井住友信託銀行橫須賀支店
- 神奈川銀行（日语：神奈川銀行）橫須賀支店
- 神奈川信用金庫（日语：かながわ信用金庫）本店營業部
- 湘南信用金庫（日语：湘南信用金庫）本店營業部
- 橫濱幸銀信用組合（日语：横浜幸銀信用組合）橫須賀支店
- 中央勞動金庫（日语：中央労働金庫）橫須賀支店

### 交通設施
- 横須賀港
- 國道16號
- 神奈川縣道26號橫須賀三崎線（日语：神奈川県道26号横須賀三崎線）（三崎街道）

### 其他
- 海上自衛隊橫須賀地方總監部（日语：横須賀地方隊）
- 橫須賀海軍設施
- 橫須賀FM放送（日语：横須賀エフエム放送）
- 日本基督教團橫須賀上町教會 - 登錄国有登錄有形文化財。
- 諏訪神社

## 巴士路線
可搭乘京濱急行巴士與湘南京急巴士至市內各地與三浦市方向。班次與乘客皆多，但周邊沒有巴士總站，因此巴士站牌散落在三崎街道沿線。
1號乘車處、2-1號乘車處、2-2號乘車處
橫須賀站方向各線
3號乘車處
八景線、安浦2丁目線 - 橫須賀站、追濱站、內川橋方向
池上線 - 汐入站、衣笠站方向
4號乘車處
横須賀線 - 長井、三崎口站、三崎港方向
5號乘車處
長井線 - 衣笠十字路、長井、大楠蘆名口方向
YRP線 - 衣笠十字路、橫須賀研究園區方向
大明寺線 - 綜合体育館、衣笠站方向
6號乘車處
市内線 - 衣笠十字路、衣笠站方向
7號乘車處
観音崎線 - 堀內、防衛大學校、浦賀站、觀音崎方向
平成町循環線
安浦2丁目線 - 安浦二丁目方向

## 相鄰車站
京濱急行電鐵
 本線
□早晨翼號
金澤文庫（KK49）←橫須賀中央（KK59）←三浦海岸（KK71）（久里濱線）
□京急翼號
金澤八景（KK50）→橫須賀中央（KK59）→堀之內（KK61）
■快特
金澤八景（KK50）－橫須賀中央（KK59）－堀之內（KK61）
■特急（金澤文庫站以北為快特）、■特急
汐入（KK58）－橫須賀中央（KK59）－堀之內（KK61）
■普通
汐入（KK58）－橫須賀中央（KK59）－縣立大學（KK60）

## 外部連結
- 橫須賀中央站（各站資訊） - 京濱急行電鐵